# أنجيلو رييس (كرة سلة)
أنجيلو رييس (بالإنجليزية: Angelo Reyes) مواليد 18 سبتمبر 1981 في نيويورك، الولايات المتحدة، هو لاعب كرة سلة بورتوريكي. بدأ مسيرته الاحترافية في سنة 2002. يلعب في دوري بورتوريكو لكرة السلة. يحمل الرقم 97. يبلغ طوله 6 قدم 7 بوصة (2.0 م). حقق المركز الثاني في بطولة أمم الأمريكتين لكرة السلة 2009.

## الميداليات
| الميدالية | المسابقة                             |
| --------- | ------------------------------------ |
| برونزية   | بطولة أمم الأمريكتين لكرة السلة 2007 |
| فضية      | بطولة أمم الأمريكتين لكرة السلة 2009 |
| فضية      | دورة الألعاب الأمريكية 2007          |
| برونزية   | بطولة أمم الأمريكتين لكرة السلة 2007 |
| فضية      | بطولة أمم الأمريكتين لكرة السلة 2009 |
| فضية      | دورة الألعاب الأمريكية 2007          |

## روابط خارجية
- أنجيلو رييس على موقع كرة السلة الأوروبية.كوم (الإنجليزية)
- أنجيلو رييس على موقع ريلجم (الإنجليزية)
- أنجيلو رييس على موقع بروبوليرز (الإنجليزية)